# Onthophagus gangloffi
Espèce
Onthophagus gangloffi est une espèce africaine d'insectes coléoptères de la famille des Scarabeidae. Le genre Onthophagus dont elle fait partie est le plus grand genre (avec plus de 1 800 espèces) de la sous-famille des Scarabeinae.

## Systématique
L'espèce Onthophagus gangloffi a été décrite en 2001 par les entomologistes français Jean-François Josso (d) et
Patrick Prévost (d).
Certains taxonomistes la classent désormais dans le genre Proagoderus. L'espèce figure dans le Catalogue of Life lequel se réfère à la base de données mondiale des Scarabéides.

## Description
Onthophagus gangloffi est un bousier dont les larves se nourrissent d'excréments de mammifères.

## Étymologie
Son épithète spécifique, gangloffi, lui a été donnée en l'honneur de Lucien Gangloff (1932-2015), vétérinaire et entomologiste alsacien qui a collecté un spécimen mâle en 1995 dans une bouse d'éléphant en Namibie.